# Mohamed Amine Touati
Mohamed Amine Touati (arabisch محمد أمين تواتي, * 9. September 1998) ist ein tunesischer Leichtathlet, der sich auf den 400-Meter-Hürdenlauf spezialisiert hat.

## Sportliche Laufbahn
Erste internationale Erfahrungen sammelte Mohamed Amine Touati 2015 bei den Jugendweltmeisterschaften in Cali, bei denen er in 52,73 s den sechsten Platz belegte. Im Jahr darauf gewann er bei den Arabischen Juniorenmeisterschaften in Tlemcen in 52,97 s die Silbermedaille und schied anschließend bei den U23-Mittelmeermeisterschaften in Tunis mit 53,53 s in der ersten Runde aus, wie auch bei den U20-Weltmeisterschaften in Bydgoszcz mit 53,79 s. 2018 belegte er bei den U23-Mittelmeermeisterschaften in Jesolo in 51,40 s den fünften Platz und im Jahr darauf gewann er bei den Afrikaspielen in Rabat mit 49,29 s die Bronzemedaille hinter dem Algerier Abdelmalik Lahoulou und Bienvenu Sawadogo aus Burkina Faso. Er qualifizierte sich auch für die Weltmeisterschaften in Doha, bei denen er bis in das Halbfinale gelangte, dort aber mit neuer Bestleistung von 49,14 s ausschied. 2021 qualifizierte er sich über die Weltrangliste für die Olympischen Spiele in Tokio und kam dort mit 50,58 s nicht über die Vorrunde hinaus.
2022 schied er bei den Afrikameisterschaften in Port Louis mit 51,62 s in der ersten Runde über 400 m Hürden aus und belegte mit der 4-mal-400-Meter-Staffel in 3:11,31 min den fünften Platz. Anschließend belegte er bei den Mittelmeerspielen in Oran in 50,13 s den achten Platz über die Hürden.
In den Jahren 2018, 2019 und 2022 wurde Touati tunesischer Meister im 400-Meter-Hürdenlauf sowie 2019 auch über 400 Meter.

## Persönliche Bestleistungen
- 400 Meter: 47,20 s, 20. Juli 2019 in Radès
- 400 m Hürden: 49,14 s, 28. September 2019 in Doha